# Tervant
Tervant is een dorp en een parochie op het grondgebied van Paal, een deelgemeente van de Limburgse gemeente Beringen. Tervant telt ongeveer 2200 inwoners.
Het dorp ligt ten noordoosten van de dorpskom van Paal voornamelijk langs de weg naar Beverlo. Het dorp wordt van Paal gescheiden door de autosnelweg E313/A13. Het Albertkanaal passeert net ten noorden van de dorpskom van Tervant waardoor het dorp bij de aanleg ervan in twee werd verdeeld. Een brug verbindt beide delen.

## Geschiedenis
Tervant was steeds een gehucht van Paal, dat zelf het buitengebied (de buitinge) van Beringen vormde. Kerkelijk behoorde Paal en dus ook Tervant eveneens tot de parochie Beringen. In 1716 werd Paal een afzonderlijke parochie waartoe ook Tervant ging afhangen. In 1777 noemde Tervant nog Tervamt, daarna in 1841 werd het Tervante genoemd waarna hij zijn hedendaagse naam kreeg.
Tot het einde van de 19e eeuw was Tervant een klein landelijk gehucht maar vanaf dan begon er zich een woonkern te vormen. In 1905 werd Tervant een zelfstandige parochie, toegewijd aan Onze-Lieve-Vrouw Onbevlekt Ontvangen. In 1927 werd begonnen met de bouw van de kerk die ingewijd werd in 1930.
De steenkolen uit de steenkoolmijn van Beringen werden via de spoorweg, die nu niet meer in gebruik is, naar de kolenhaven van Tervant gebracht om zo vervoerd te worden. Door de aanwezigheid van de kolenhaven en later ook het industrieterrein Ravenshout dat deels op grondgebied van Tervant ligt, is het een economisch sterk groeiend gehucht, maar over het algemeen wordt Tervant door de stad Beringen beschouwd als een plattelandskern.

## Bezienswaardigheden
- De kerk Onze-Lieve-Vrouw Onbevlekt Ontvangen uit 1930 met omliggend kerkhof. De driebeukige kerk heeft een dakruiter op de middenbeuk. De kerk valt verder op door het grote roosvenster in de voorgevel. Wat ook nog opvalt is de zeer grote pastorij, links van de kerk gelegen. Sinds de parochie Tervant enkele jaren geleden terug gefusioneerd is met de parochie Paal, staat de pastorij tegenwoordig ter beschikking tot het CGG. ( Centrum voor geestelijke gezondheidszorg. )
- Brug bij Paal-Tervant is gelegen aan de Beverlosesteenweg.

## Toerisme
Door haar ligging aan het Albertkanaal passeren verscheidene fietsroutes van het fietsroutenetwerk door Tervant. Tussen het centrum van het gehucht en het industrieterrein Ravenshout ligt een bufferzone waar bospercelen en landbouwgebieden elkaar afwisselen. Hierin zijn wandelroutes uitgestippeld. Deze bufferzone werd aanvankelijk bedreigd door plannen tot de aanleg van een nieuw regionaal bedrijventerrein van 56 ha dat ook tot het industriegebied Ravenshout zou behoren. Hierdoor zouden ook huizen van inwoners moeten verdwijnen. De bevolking van Tervant heeft hiertegen een petitie laten opmaken en deze naar de stad Beringen gestuurd. Aangezien het grootste deel van Tervant ( 80 % ) stemde voor behoud van het landbouw en woongebied heeft de stad Beringen deze plannen voorlopig opgeschort.

## Sport
- Het gehucht heeft haar eigen voetbalploeg, AC Tervant, die actief is in de Tweede provinciale afdeling in Limburg.
- Aan het Albertkanaal is de VVW-watersportclub van Tervant gevestigd.

## Nabijgelegen kernen
Beringen-Mijn, Beringen, Paal, Hulst
Deelgemeenten: Beringen · Beverlo · Koersel · Paal

Overige kernen: Beringen-Mijn · Brelaar-Heide · Korspel · Stal · Tervant

Belgische gemeenten · Arrondissement Hasselt · Limburg · Vlaanderen